# Aiguefonde
Aiguefonde (en occitan Aigafonda) est une commune française située dans le département du Tarn, en région Occitanie. Sur le plan historique et culturel, la commune est dans la Montagne Noire, un massif montagneux constituant le rebord méridional du Massif central.
Exposée à un climat océanique altéré, elle est drainée par le Thoré, le ruisseau d'Aiguefonde, le ruisseau d'Aupillac, le ruisseau de Courbas et par divers autres petits cours d'eau. Incluse dans le parc naturel régional du Haut-Languedoc, la commune possède un patrimoine naturel remarquable composé de deux zones naturelles d'intérêt écologique, faunistique et floristique.
Aiguefonde est une commune urbaine qui compte 2 507 habitants en 2022. Elle est dans l'agglomération de Mazamet et fait partie de l'aire d'attraction de Castres. Ses habitants sont appelés les Aiguefondais ou  Aiguefondaises.

## Géographie

### Localisation
Aiguefonde est une commune de l'aire urbaine de Mazamet située dans son unité urbaine à quatre kilomètres au sud-ouest de la ville de Mazamet au pied de la Montagne Noire.

### Communes limitrophes
Les communes limitrophes sont  Aussillon, Caucalières, Labruguière, Mazamet et Payrin-Augmontel.
|             | Caucalières | Payrin-Augmontel |
| Labruguière | Aiguefonde  | Aussillon        |
|             | Mazamet     |                  |

### Voies de communication et transports
La commune est desservie par des services réguliers du réseau régional liO : les lignes 762 (Castres - Saint-Pons-de-Thomières) et 768 (Mazamet - Sémalens) transitent par Aiguefonde.

### Hydrographie
La commune est dans le bassin de la Garonne, au sein du bassin hydrographique Adour-Garonne. Elle est drainée par le Thoré, le ruisseau d'Aiguefonde, le ruisseau d'Aupillac, le ruisseau de Courbas, un bras du Thoré et par divers petits cours d'eau, qui constituent un réseau hydrographique de 27 km de longueur totale,.
Le Thoré, d'une longueur totale de 61,6 km, prend sa source dans la commune de Rieussec et s'écoule d'est en ouest. Il traverse la commune et se jette dans l'Agout à Navès, après avoir traversé 20 communes.

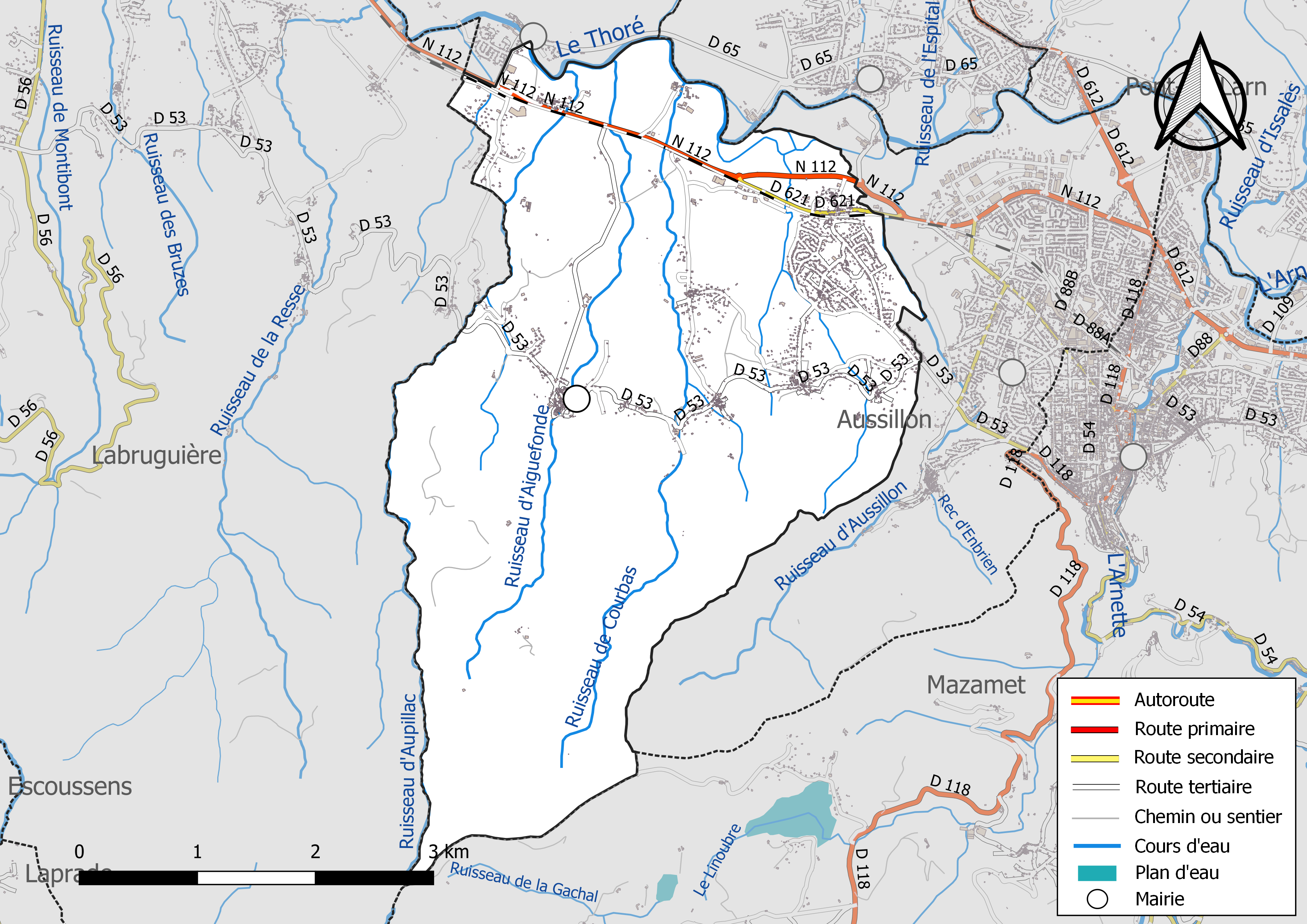
Réseaux hydrographique et routier d'Aiguefonde.

### Climat
Pour des articles plus généraux, voir Climat de l'Occitanie et Climat du Tarn.
En 2010, le climat de la commune est de type climat océanique altéré, selon une étude du Centre national de la recherche scientifique s'appuyant sur une série de données couvrant la période 1971-2000. En 2020, Météo-France publie une typologie des climats de la France métropolitaine dans laquelle la commune est toujours exposée à un climat océanique altéré et est dans la région climatique Aquitaine, Gascogne, caractérisée par une pluviométrie abondante au printemps, modérée en automne, un faible ensoleillement au printemps, un été chaud (19,5 °C), des vents faibles, des brouillards fréquents en automne et en hiver et des orages fréquents en été (15 à 20 jours).
Pour la période 1971-2000, la température annuelle moyenne est de 12,7 °C, avec une amplitude thermique annuelle de 15,7 °C. Le cumul annuel moyen de précipitations est de 1 028 mm, avec 9,8 jours de précipitations en janvier et 5,7 jours en juillet. Pour la période 1991-2020, la température moyenne annuelle observée sur la station météorologique de Météo-France la plus proche, « Mazamet », sur la commune de Mazamet à 5 km à vol d'oiseau, est de 11,4 °C et le cumul annuel moyen de précipitations est de 1 179,1 mm. 
La température maximale relevée sur cette station est de 37,8 °C, atteinte le 26 août 2010 ; la température minimale est de −21,5 °C, atteinte le 16 janvier 1985,,.
Les paramètres climatiques de la commune ont été estimés pour le milieu du siècle (2041-2070) selon différents scénarios d'émission de gaz à effet de serre à partir des nouvelles projections climatiques de référence DRIAS-2020. Ils sont consultables sur un site dédié publié par Météo-France en novembre 2022.

### Milieux naturels et biodiversité

#### Espaces protégés
La protection réglementaire est le mode d’intervention le plus fort pour préserver des espaces naturels remarquables et leur biodiversité associée,.
La commune fait partie du parc naturel régional du Haut-Languedoc, créé en 1973 et d'une superficie de 307 184 ha, qui s'étend sur 118 communes et deux départements. Implanté de part et d’autre de la ligne de partage des eaux entre Océan Atlantique et mer Méditerranée, ce territoire est un véritable balcon dominant les plaines viticoles du Languedoc et les étendues céréalières du Lauragais,

#### Zones naturelles d'intérêt écologique, faunistique et floristique
L’inventaire des zones naturelles d'intérêt écologique, faunistique et floristique (ZNIEFF) a pour objectif de réaliser une couverture des zones les plus intéressantes sur le plan écologique, essentiellement dans la perspective d’améliorer la connaissance du patrimoine naturel national et de fournir aux différents décideurs un outil d’aide à la prise en compte de l’environnement dans l’aménagement du territoire.
Une ZNIEFF de type 1 est recensée sur la commune :
la « forêt de Montaud » (1 977 ha), couvrant 3 communes du département et une ZNIEFF de type 2, : 
la « montagne Noire (versant Nord) » (31 971 ha), couvrant 37 communes dont 14 dans l'Aude, deux dans la Haute-Garonne, trois dans l'Hérault et 18 dans le Tarn.

Carte des ZNIEFF de type 1 et 2 à Aiguefonde.
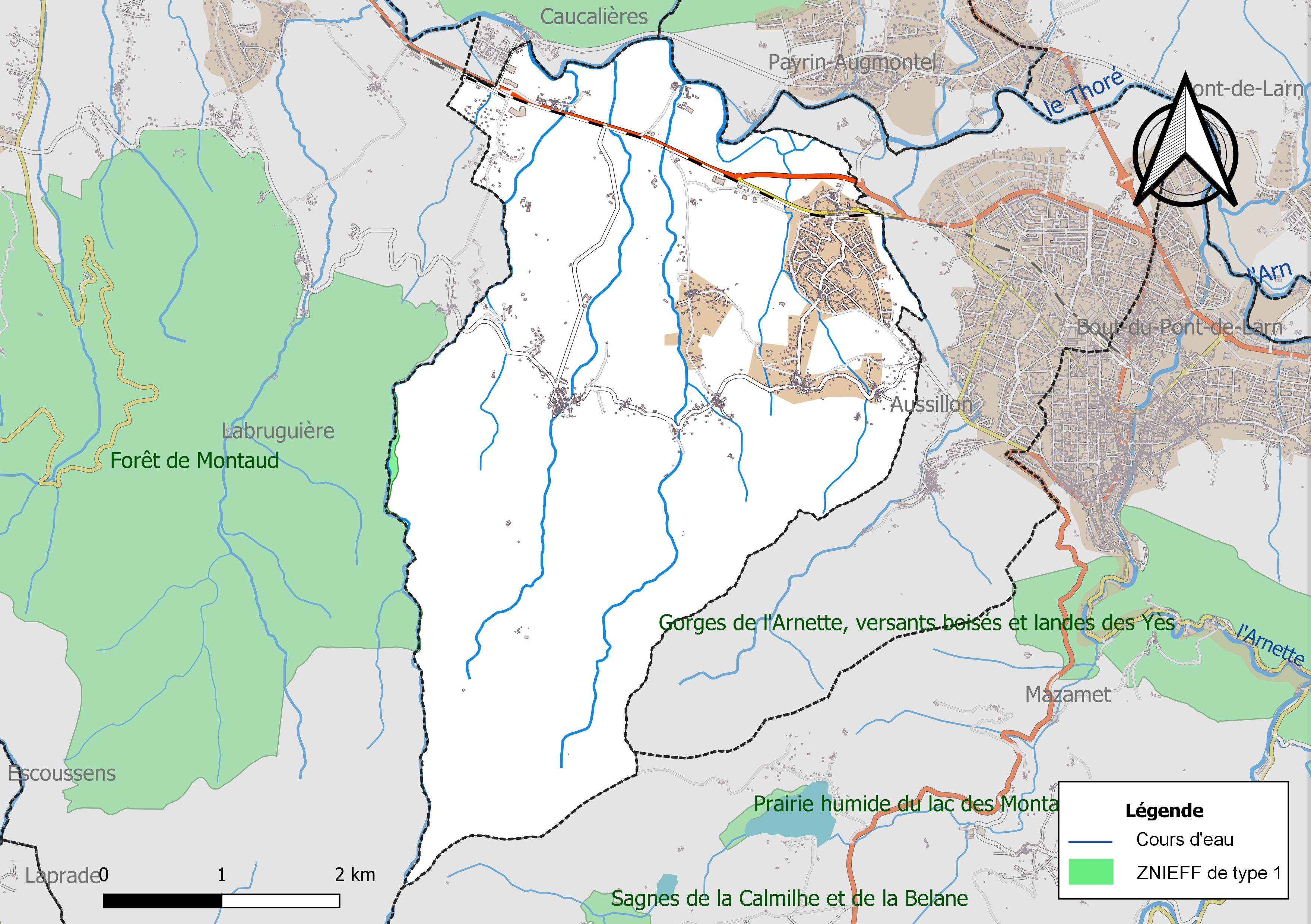
Carte de la ZNIEFF de type 1 sur la commune.
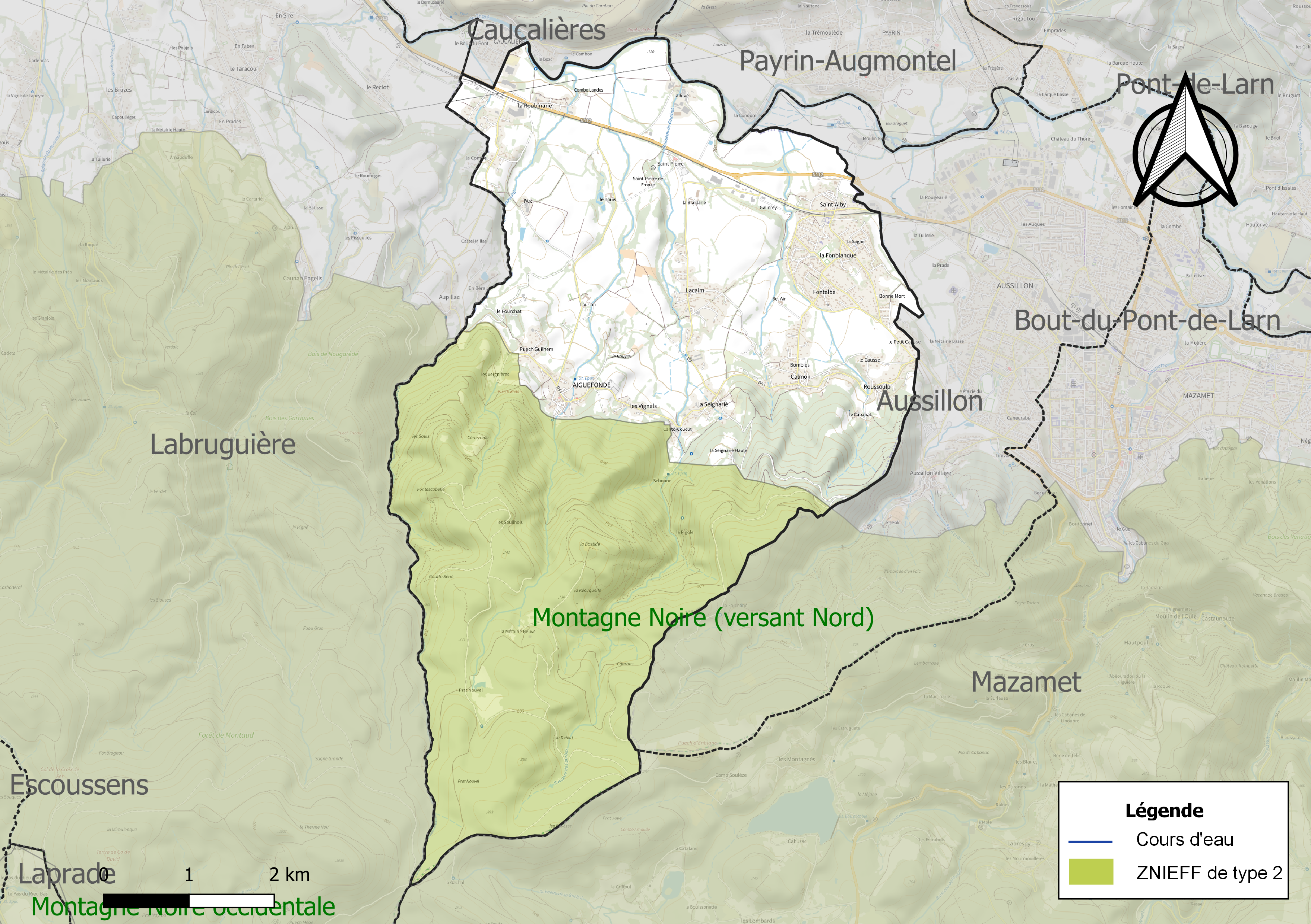
Carte de la ZNIEFF de type 2 sur la commune.

## Urbanisme

### Typologie
Au 1er janvier 2024, Aiguefonde est catégorisée ceinture urbaine, selon la nouvelle grille communale de densité à sept niveaux définie par l'Insee en 2022.
Elle appartient à l'unité urbaine de Mazamet, une agglomération intra-départementale regroupant six  communes, dont elle est une commune de la banlieue,,. Par ailleurs la commune fait partie de l'aire d'attraction de Castres, dont elle est une commune de la couronne,. Cette aire, qui regroupe 55 communes, est catégorisée dans les aires de 50 000 à moins de 200 000 habitants,.

### Occupation des sols
L'occupation des sols de la commune, telle qu'elle ressort de la base de données européenne d’occupation biophysique des sols Corine Land Cover (CLC), est marquée par l'importance des forêts et milieux semi-naturels (51,3 % en 2018), une proportion identique à celle de 1990 (51,3 %). La répartition détaillée en 2018 est la suivante : forêts (49,4 %), terres arables (20,5 %), zones agricoles hétérogènes (11,7 %), prairies (8,3 %), zones urbanisées (8,2 %), milieux à végétation arbustive et/ou herbacée (1,9 %). L'évolution de l’occupation des sols de la commune et de ses infrastructures peut être observée sur les différentes représentations cartographiques du territoire : la carte de Cassini (XVIIIe siècle), la carte d'état-major (1820-1866) et les cartes ou photos aériennes de l'IGN pour la période actuelle (1950 à aujourd'hui).

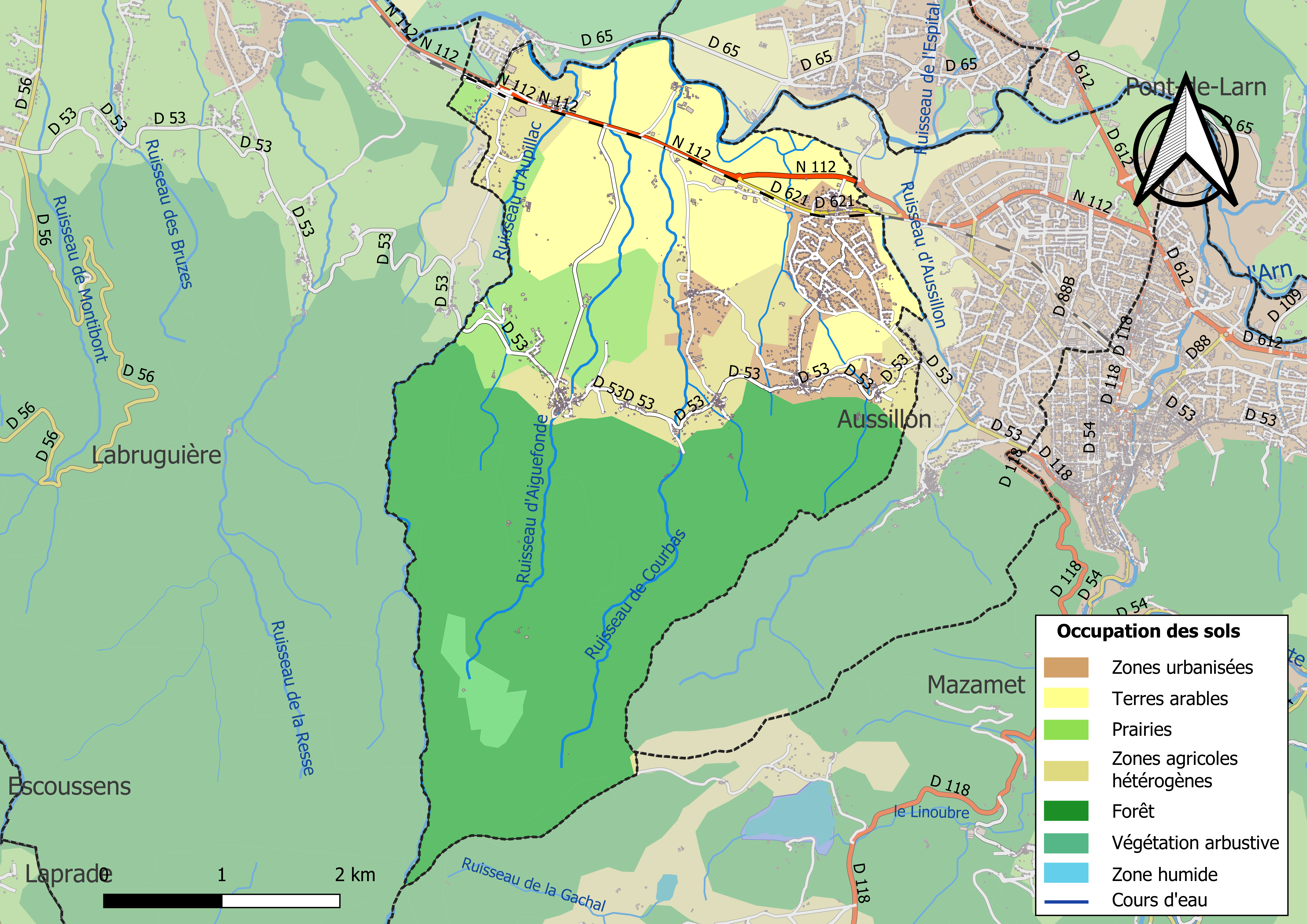
Carte des infrastructures et de l'occupation des sols de la commune en 2018 (CLC).

### Risques majeurs
Le territoire de la commune d'Aiguefonde est vulnérable à différents aléas naturels : météorologiques (tempête, orage, neige, grand froid, canicule ou sécheresse), inondations, feux de forêts, mouvements de terrains et séisme (sismicité très faible). Il est également exposé à deux risques technologiques,  le transport de matières dangereuses et la rupture d'un barrage, et à un risque particulier : le risque de radon. Un site publié par le BRGM permet d'évaluer simplement et rapidement les risques d'un bien localisé soit par son adresse soit par le numéro de sa parcelle.

#### Risques naturels
La commune fait partie du territoire à risques importants d'inondation (TRI) de Castres-Mazamet, regroupant 10 communes concernées par un risque de débordement de l'Agout et du Thoré, un des 18 TRI qui ont été arrêtés fin 2012 sur le bassin Adour-Garonne. Les événements passés les plus significatifs sont les crues du 3 au 5 mars 1930 où l'Agout atteint un débit de 3 000 m3/s au niveau du pont du chemin de fer de la Crémade (aval de Castres), avec des pertes humaines et dégâts matériels importants, et la crue des 12 et 13 novembre 1999 où le Thoré a atteint un débit de 900 m3/s à Labruguière, avec 4 victimes. Des cartes des surfaces inondables ont été établies pour trois scénarios : fréquent (crue de temps de retour de 10 ans à 30 ans), moyen (temps de retour de 100 ans à 300 ans) et extrême (temps de retour de l'ordre de 1 000 ans, qui met en défaut tout système de protection). La commune a été reconnue en état de catastrophe naturelle au titre des dommages causés par les inondations et coulées de boue survenues en 1982, 1996, 1999, 2013, 2017, 2018 et 2020,.
Aiguefonde est exposée au risque de feu de forêt du fait de la présence sur son territoire. En 2022, il n'existe pas de Plan de Prévention des Risques incendie de forêt (PPRif). Le débroussaillement aux abords des maisons constitue l’une des meilleures protections pour les particuliers contre le feu,.

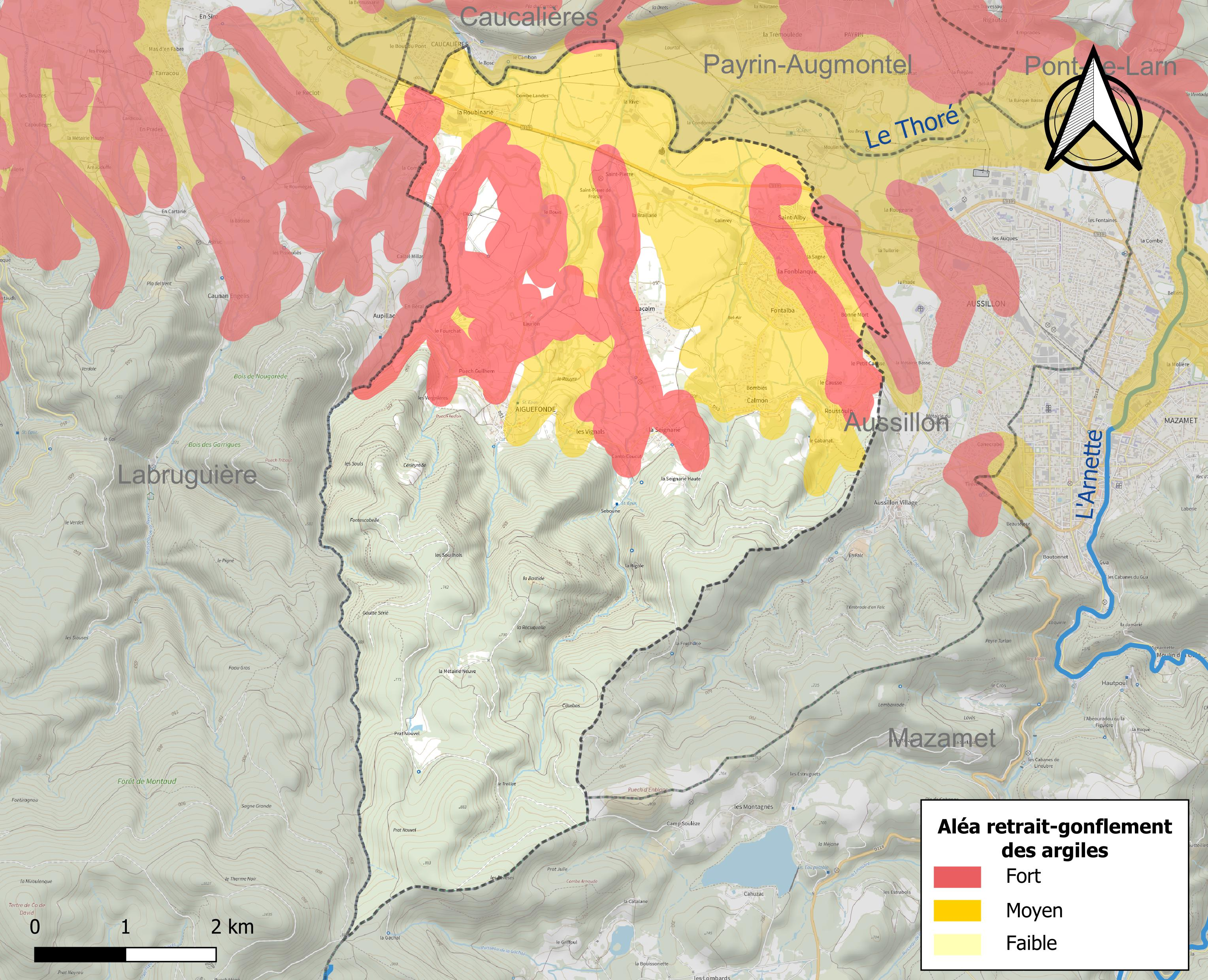
Carte des zones d'aléa retrait-gonflement des sols argileux d'Aiguefonde.

La commune est vulnérable au risque de mouvements de terrains constitué principalement du retrait-gonflement des sols argileux. Cet aléa est susceptible d'engendrer des dommages importants aux bâtiments en cas d’alternance de périodes de sécheresse et de pluie. 46 % de la superficie communale est en aléa moyen ou fort (76,3 % au niveau départemental et 48,5 % au niveau national). Sur les 1 255 bâtiments dénombrés sur la commune en 2019, 1 089 sont en aléa moyen ou fort, soit 87 %, à comparer aux 90 % au niveau départemental et 54 % au niveau national. Une cartographie de l'exposition du territoire national au retrait gonflement des sols argileux est disponible sur le site du BRGM,.
Par ailleurs, afin de mieux appréhender le risque d’affaissement de terrain, l'inventaire national des cavités souterraines permet de localiser celles situées sur la commune.

#### Risques technologiques
Le risque de transport de matières dangereuses sur la commune est lié à sa traversée par des infrastructures routières ou ferroviaires importantes ou la présence d'une canalisation de transport d'hydrocarbures. Un accident se produisant sur de telles infrastructures est susceptible d’avoir des effets graves sur les biens, les personnes ou l'environnement, selon la nature du matériau transporté. Des dispositions d’urbanisme peuvent être préconisées en conséquence.
La commune est en outre située en aval d'un barrage de classe A. À ce titre elle est susceptible d’être touchée par l’onde de submersion consécutive à la rupture de cet ouvrage.

#### Risque particulier
Dans plusieurs parties du territoire national, le radon, accumulé dans certains logements ou autres locaux, peut constituer une source significative d’exposition de la population aux rayonnements ionisants. Certaines communes du département sont concernées par le risque radon à un niveau plus ou moins élevé. Selon la classification de 2018, la commune d'Aiguefonde est classée en zone 3, à savoir zone à potentiel radon significatif.

## Toponymie
Le nom vient du latin « Aqua Fontium »; eau de source.

## Histoire
Le site du château d'Aiguefonde est occupé depuis l'Antiquité romaine, et se trouvait être l'emplacement du camp romain d'Aqua Fonda. Le château en lui-même n'est bâti qu'au XIVe siècle par la famille d'Hautpoul.
Le premier seigneur connu du village d'Aiguefonde est un certain Isarn Bonhomme, membre d'une branche cadette de la famille d'Hautpoul. Le 1er septembre 1580, durant les guerres de Religion, les troupes huguenotes du vicomte Henri de La Tour d'Auvergne s'emparent du village et du château. Le protestant Josué d'Alba devient alors seigneur des lieux.
En 1790, la municipalité d'Aiguefonde est rattachée au canton de Mazamet, district de Castres. En l'An X du calendrier républicain, soit entre 1801 et 1802, la commune d'Aiguefonde intègre l'arrondissement de Castres. Par ordonnance du 6 juillet 1831, la commune absorbe les anciennes communes de Caucalières-Lavaur et de Saint-Alby. Par arrêté préfectoral du 14 novembre 1946, Aiguefonde cède à la commune de Caucalières les hameaux de Caucalières et le Dugas. Par décret no 73-675 du 13 juillet 1973, Aiguefonde est  rattachée au canton de Mazamet-Sud-Ouest.

## Politique et administration

### Liste des maires
| Période                                  | Période               | Identité      | Étiquette | Qualité                                                                                           |
| ---------------------------------------- | --------------------- | ------------- | --------- | ------------------------------------------------------------------------------------------------- |
| Les données manquantes sont à compléter. |                       |               |           |                                                                                                   |
| mai 1953                                 | mars 1977             | Louis Alayrac |           |                                                                                                   |
| mars 1977                                | novembre 2007 (décès) | Alain Guiraud | DVG       | Ancien horticulteur pépiniériste Vice-président de la CA de Castres - Mazamet (2000 → 2007)       |
| mars 2008                                | En cours              | Vincent Garel | PRG       | Commerçant Conseiller régional d'Occitanie (2015 → ) Vice-président de la CA de Castres - Mazamet |

## Population et société

### Démographie
L'évolution du nombre d'habitants est connue à travers les recensements de la population effectués dans la commune depuis 1793. Pour les communes de moins de 10 000 habitants, une enquête de recensement portant sur toute la population est réalisée tous les cinq ans, les populations de référence des années intermédiaires étant quant à elles estimées par interpolation ou extrapolation. Pour la commune, le premier recensement exhaustif entrant dans le cadre du nouveau dispositif a été réalisé en 2008.

En 2022, la commune comptait 2 507 habitants, en évolution de −0,59 % par rapport à 2016 (Tarn : +2,52 %, France hors Mayotte : +2,11 %).
| 1793 | 1800 | 1806 | 1821 | 1831  | 1836  | 1841  | 1846  | 1851  |
| ---- | ---- | ---- | ---- | ----- | ----- | ----- | ----- | ----- |
| 794  | 781  | 816  | 914  | 2 044 | 2 062 | 2 113 | 2 105 | 2 147 |

| 1856  | 1861  | 1866  | 1872  | 1876  | 1881  | 1886  | 1891  | 1896  |
| ----- | ----- | ----- | ----- | ----- | ----- | ----- | ----- | ----- |
| 2 012 | 2 017 | 2 124 | 2 041 | 1 988 | 1 927 | 1 918 | 1 801 | 1 626 |

| 1901  | 1906  | 1911  | 1921  | 1926  | 1931  | 1936  | 1946  | 1954  |
| ----- | ----- | ----- | ----- | ----- | ----- | ----- | ----- | ----- |
| 1 589 | 1 551 | 1 480 | 1 297 | 1 312 | 1 309 | 1 249 | 1 107 | 1 458 |

| 1962  | 1968  | 1975  | 1982  | 1990  | 1999  | 2006  | 2008  | 2013  |
| ----- | ----- | ----- | ----- | ----- | ----- | ----- | ----- | ----- |
| 2 019 | 2 068 | 2 105 | 2 588 | 2 752 | 2 631 | 2 693 | 2 710 | 2 574 |

| 2018  | 2022  | - | - | - | - | - | - | - |
| ----- | ----- | - | - | - | - | - | - | - |
| 2 511 | 2 507 | - | - | - | - | - | - | - |

## Économie

### Revenus
En 2018, la commune compte 1 107 ménages fiscaux, regroupant 2 576 personnes. La médiane du revenu disponible par unité de consommation est de 19 890 € (20 400 € dans le département). 41 % des ménages fiscaux sont imposés (42,8 % dans le département).

### Emploi
|                | 2008  | 2013   | 2018  |
| -------------- | ----- | ------ | ----- |
| Commune        | 7,7 % | 10,1 % | 9,6 % |
| Département    | 8,2 % | 9,9 %  | 10 %  |
| France entière | 8,3 % | 10 %   | 10 %  |

En 2018, la population âgée de 15 à 64 ans s'élève à 1 441 personnes, parmi lesquelles on compte 73,6 % d'actifs (63,9 % ayant un emploi et 9,6 % de chômeurs) et 26,4 % d'inactifs,. Depuis 2008, le taux de chômage communal (au sens du recensement) des 15-64 ans est inférieur à celui de la France et du département.
La commune fait partie de la couronne de l'aire d'attraction de Castres, du fait qu'au moins 15 % des actifs travaillent dans le pôle,. Elle compte 298 emplois en 2018, contre 371 en 2013 et 382 en 2008. Le nombre d'actifs ayant un emploi résidant dans la commune est de 935, soit un indicateur de concentration d'emploi de 31,9 % et un taux d'activité parmi les 15 ans ou plus de 50,9 %.
Sur ces 935 actifs de 15 ans ou plus ayant un emploi, 120 travaillent dans la commune, soit 13 % des habitants. Pour se rendre au travail, 95 % des habitants utilisent un véhicule personnel ou de fonction à quatre roues, 0,9 % les transports en commun, 2,9 % s'y rendent en deux-roues, à vélo ou à pied et 1,3 % n'ont pas besoin de transport (travail au domicile).

### Activités hors agriculture

#### Secteurs d'activités
133 établissements sont implantés  à Aiguefonde au 31 décembre 2019. Le tableau ci-dessous en détaille le nombre par secteur d'activité et compare les ratios avec ceux du département,.
| Secteur d'activité                                                                                        | Commune | Commune | Département |
| Secteur d'activité                                                                                        | Nombre  | %       | %           |
| --- | ------- | ------- | ----------- |
| Ensemble                                                                                                  | 133     |         |             |
| Industrie manufacturière, industries extractives et autres                                                | 34      | 25,6 %  | (13 %)      |
| Construction                                                                                              | 29      | 21,8 %  | (12,5 %)    |
| Commerce de gros et de détail, transports, hébergement et restauration                                    | 21      | 15,8 %  | (26,7 %)    |
| Activités financières et d'assurance                                                                      | 5       | 3,8 %   | (3,3 %)     |
| Activités immobilières                                                                                    | 5       | 3,8 %   | (4,2 %)     |
| Activités spécialisées, scientifiques et techniques et activités de services administratifs et de soutien | 14      | 10,5 %  | (13,8 %)    |
| Administration publique, enseignement, santé humaine et action sociale                                    | 14      | 10,5 %  | (15,5 %)    |
| Autres activités de services                                                                              | 11      | 8,3 %   | (9 %)       |

Le secteur de l'industrie manufacturière, des industries extractives et autres est prépondérant sur la commune puisqu'il représente 25,6 % du nombre total d'établissements de la commune (34 sur les 133 entreprises implantées  à Aiguefonde), contre 13 % au niveau départemental.

#### Entreprises et commerces
Les cinq entreprises ayant leur siège social sur le territoire communal qui génèrent le plus de chiffre d'affaires en 2020 sont : 
- Lahera Productions, découpage, emboutissage (15 344 k€) ;
- Entreprise Vialaret, construction de réseaux pour fluides (2 974 k€) ;
- Du Canigou, supermarchés (1 509 k€) ;
- SARL Meilland Et Fils, réparation d'ouvrages en métaux (818 k€) ;
- Etablissements Robert Chabbert, activités des sociétés holding (348 k€).

La commune héberge Biométharn, la première installation occitane de méthanisation agricole avec injection de biométhane dans le réseau, qui produit à pleine charge la consommation d'un millier de foyers.

### Agriculture
La commune est dans la Montagne Noire, une petite région agricole située dans le sud du département du Tarn. En 2020, l'orientation technico-économique de l'agriculture  sur la commune est l'élevage bovin, orientation mixte lait et viande. 
|               | 1988 | 2000 | 2010 | 2020 |
| ------------- | ---- | ---- | ---- | ---- |
| Exploitations | 33   | 15   | 14   | 11   |
| SAU (ha)      | 718  | 838  | 816  | 948  |

Le nombre d'exploitations agricoles en activité et ayant leur siège dans la commune est passé de 33 lors du recensement agricole de 1988  à 15 en 2000 puis à 14 en 2010 et enfin à 11 en 2020, soit une baisse de 67 % en 32 ans. Le même mouvement est observé à l'échelle du département qui a perdu pendant cette période 58 % de ses exploitations,. La surface agricole utilisée sur la commune a quant à elle augmenté, passant de 718 ha en 1988 à 948 ha en 2020. Parallèlement la surface agricole utilisée moyenne par exploitation a augmenté, passant de 22 à 86 ha.

## Culture locale et patrimoine

### Lieux et monuments

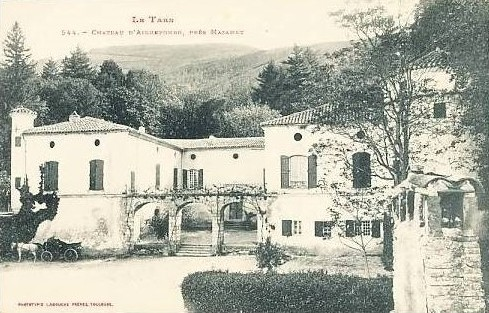
Le château d'Aiguefonde, ayant appartenu à différentes familles nobles de la région. La construction actuelle date principalement du XVIIe siècle ;
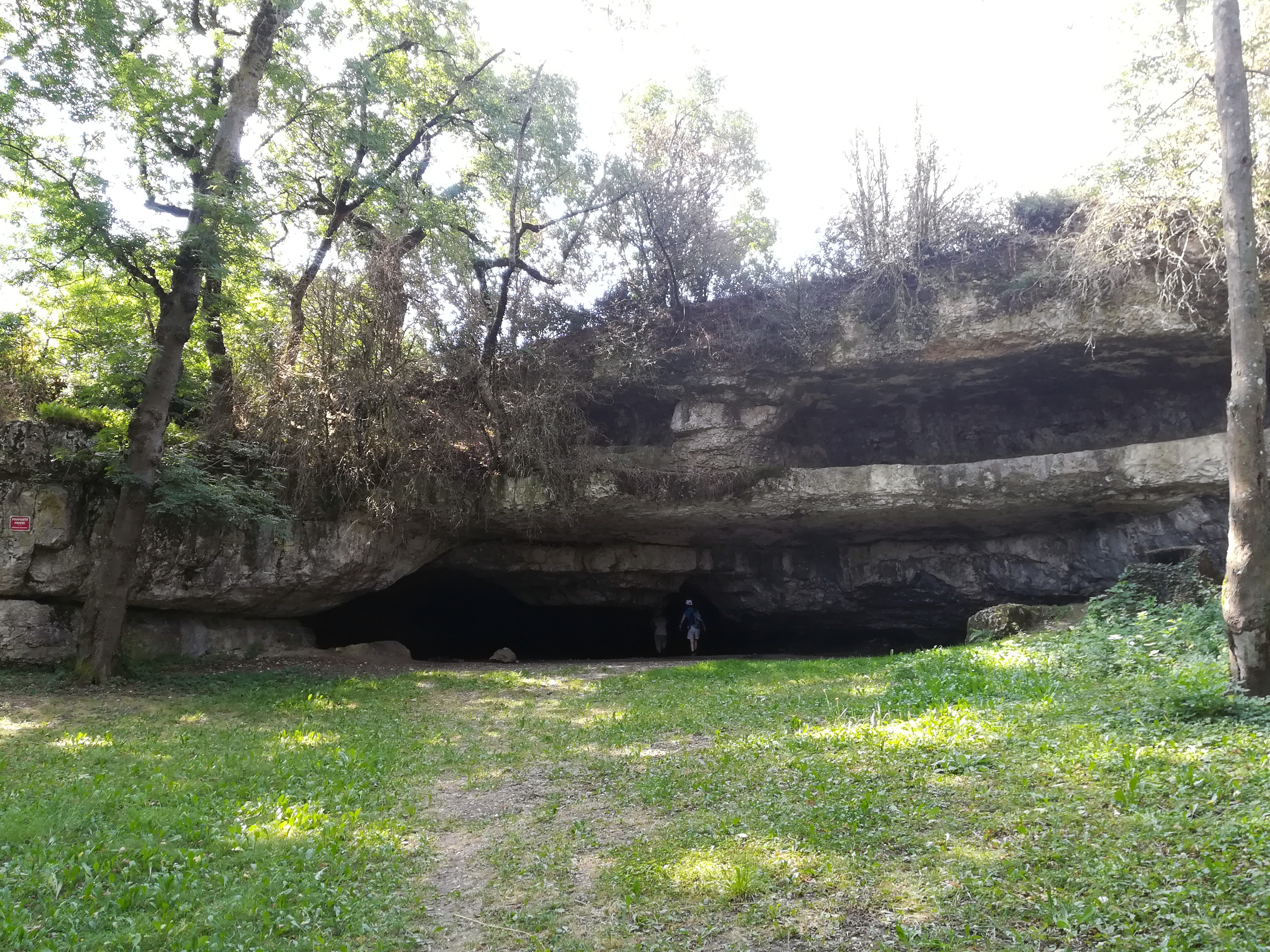
La Peyro Estampo, curiosité naturelle souvent confondue avec le pseudo-dolmen de la Recuquelle distant de 350 m ;
- La grotte de Lacalm, site archéologique daté du Magdalénien ;
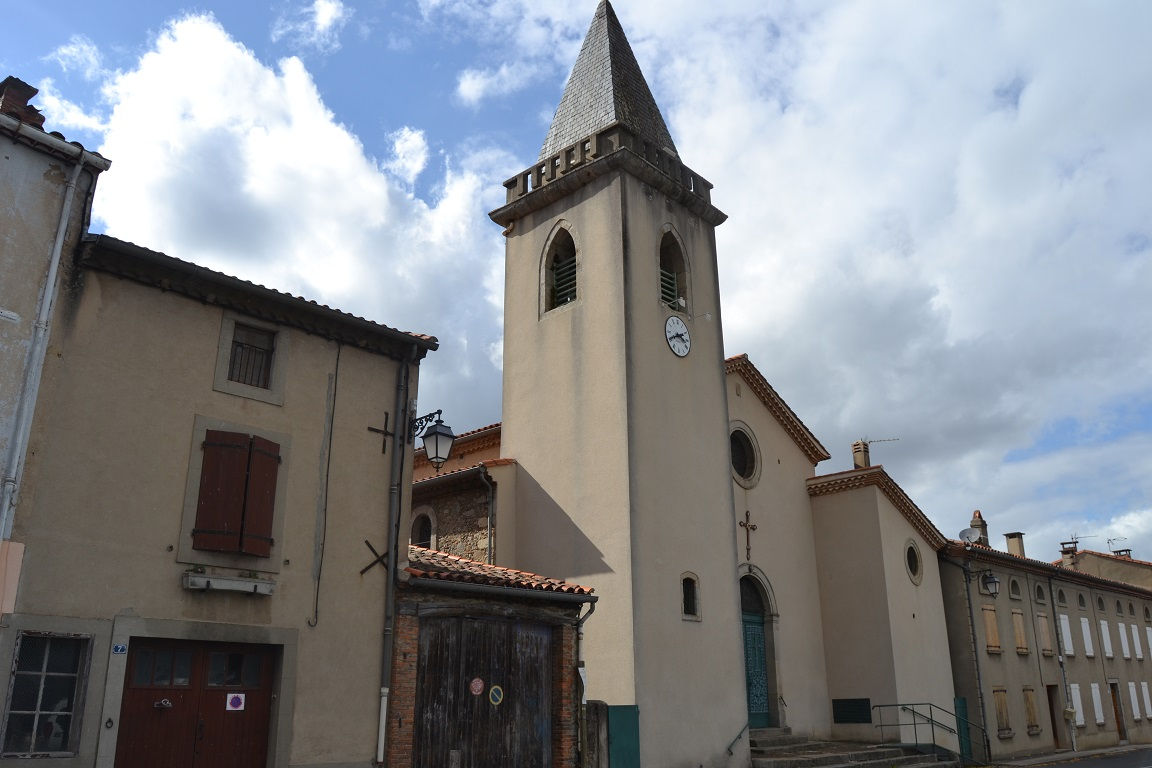
L'église paroissiale Saint-Pierre de Fronze[45],  de 1858[46];
- L'église Sainte-Claire d'Aiguefonde, reconstruite en 1861[46];
- Le temple protestant de Calmon.  - Le château d'Aiguefonde
  - La grotte de Lacalm
  - L'église Sainte-Claire

### Personnalités liées à la commune
- Alain Guiraud : maire d'Aiguefonde de 1977 à sa mort en 2007.
- Eugène Pereire (1831-1908, financier, député du Tarn (1863-1869), propriétaire du château d'Aiguefonde au XIXe siècle.
- Vincent Garel, maire d'Aiguefonde depuis 2008.

### Héraldique
| Aiguefonde | Son blasonnement est : De sinople à l'hamaïde d'or, au coq du même, crêté et barbé de gueules, brochant sur le tout. |